# Epsilon Aquilae
Epsilon Aquilae (ε Aql) – gwiazda w gwiazdozbiorze Orła, znajdująca się w odległości około 155 lat świetlnych od Słońca.

## Nazwa
Gwiazda ta, wraz z sąsiednią Zeta Aquilae, nosi tradycyjną nazwę Deneb al Okab, wywodzącą się z arabskiego ‏ذنب العقاب‎ ðanab al-ʿuqāb, co oznacza „ogon orła”. Dla odróżnienia tych dwóch gwiazd do nazwy bywa dodawany łaciński epitet Borealis, czyli „północna”.

## Charakterystyka
Jest to olbrzym reprezentujący typ widmowy K1. Wypromieniowuje 66 razy więcej światła niż Słońce, ma 10 razy większy promień i dwuipółkrotnie większą masę. Widmo Epsilon Aquilae jest wzbogacone w cyjanogen oraz w bar. Gwiazdy barowe są wzbogacane w ten pierwiastek przez transfer masy z drugiego składnika układu; Epsilon Aquilae okazuje się być gwiazdą spektroskopowo podwójną, której towarzysz okrąża olbrzyma w czasie 1270 dni, co odpowiada odległości około 3,5 au.
Gwiazda ma także dwóch innych towarzyszy, o których nie wiadomo czy są fizycznie związani z układem. Składnik B ma obserwowaną wielkość gwiazdową 10,56m i znajduje się w odległości 123,4 sekund kątowych. Składnik C o wielkości 11,25m jest odległy o 145″ od olbrzyma. Jeżeli jest związany z Epsilon Aquilae, to dzieli go od niej co najmniej 3700 au, a jeden obieg zajmuje ponad 110 tysięcy lat; byłby to wówczas pomarańczowy karzeł typu K.